# Generation Alfa
| Generation Alfa |
| --- |
| Generation Alfa är den senaste generationen. - Betydelse – kulturell generation - Definition – födda cirka 2012/2013–cirka 2025 - Miljö – första generationen helt och hållet född efter millennieskiftet - Föregicks av – Generation Z |

Generation Alfa eller Generation A (engelska: Generation Alpha eller Gen Alpha) är den demografiska åldersgruppen som kommer efter generation Z. Forskare och massmedierna beskriver dem som födda mellan tidigt 2010-tal och mitten av 2020-talet. De är ofta barn till generation Y.

## Namn och karaktär
Generationen är namngiven efter den första bokstaven i det grekiska alfabetet.  Namnet myntades 2008 av den australiensiske socialforskaren Mark McCrindle. De flesta i åldersgruppen är barn till Generation Y, och ofta är de yngre syskon till personer ur generation Z. Under tiden som generation Alfa vuxit fram har födelsetalen sjunkit i de flesta länder i världen, samtidigt som generationen i sig är osedvanligt stor. 2025 anses 2 miljarder av världens befolkning tillhöra generation Alfa.
En av de största händelserna under åldersgruppens hittills korta levnad har varit covid-19-pandemin; den har inte varit ett direkt hälsohot för generationen men har medfört ett antal konkreta livsförändringar under flera års ungdomstid. Andra viktiga händelser är Brexit, #metoo-rörelsen och krig i Ukraina.
Den här generationen är materiellt sett den mest gynnade, jämfört med någon tidigare generation. Man är tekniskt kunnig och anses få en högre livslängd.
Enligt vissa generationsforskare kommer generation Alfa att efterträdas av generation Beta, med födelseår på mellan 2025 och 2039.

## Skärmgeneration
Generation Alfa har, i likhet med den direkt föregående generation Z, vuxit upp med i det närmaste ständig tillgång till snabbt Internet. De äldsta i åldersgruppen är i början av 2020-talet endast cirka 10 år, men de har troligen redan påverkats av det stora nöjesutbud som finns på Internet.
Barndomens underhållning har alltmer kommit att domineras av smart teknik och strömningstjänster, och samtidigt har intresset för TV-underhållning successivt minskat. Studier har visat att allergier, övervikt och hälsoproblem relaterat till skärmtid på senare år har blivit ett allt större problem.
Generationen anses vara än mer påverkad av skärmförmedlad underhållning, teknik och kunskapsinhämtande. Man växte upp med surfplattor, appar och bildorienterade sociala medier, och med ett kort uppmärksamhetsspann kan deras inlärning gynnas av spelinfluerad pedagogik. Den är den första generationen som i hög grad vuxit upp med distansundervisning (källa? Förekommer sällan i Sverige), en studiemiljö som i många fall utvecklades som svar på den fleråriga covid-19-pandemin

## Ekonomi och boende
Redan i mitten av 2020-talet har generation Alfa börjat få en betydande köpkraft, ofta större än en så ung åldersgrupp borde ha. Generationsmedlemmarna är märkesmedvetna och börjar i slutet av 2020-talet träda in på arbetsmarknaden.
Generationsmedlemmarna kommer troligen att befinna sig längre i utbildning än tidigare generationer. Detta leder till en senare entré i yrkeslivet, och man stannar hemma hos föräldrarna längre – troligen ofta fram till knappt 30 års ålder.